# Mormia furva
Mormia furva är en tvåvingeart som först beskrevs av Tonnoir 1940.  Mormia furva ingår i släktet Mormia och familjen fjärilsmyggor. Inga underarter finns listade i Catalogue of Life.